# パルシャタタール

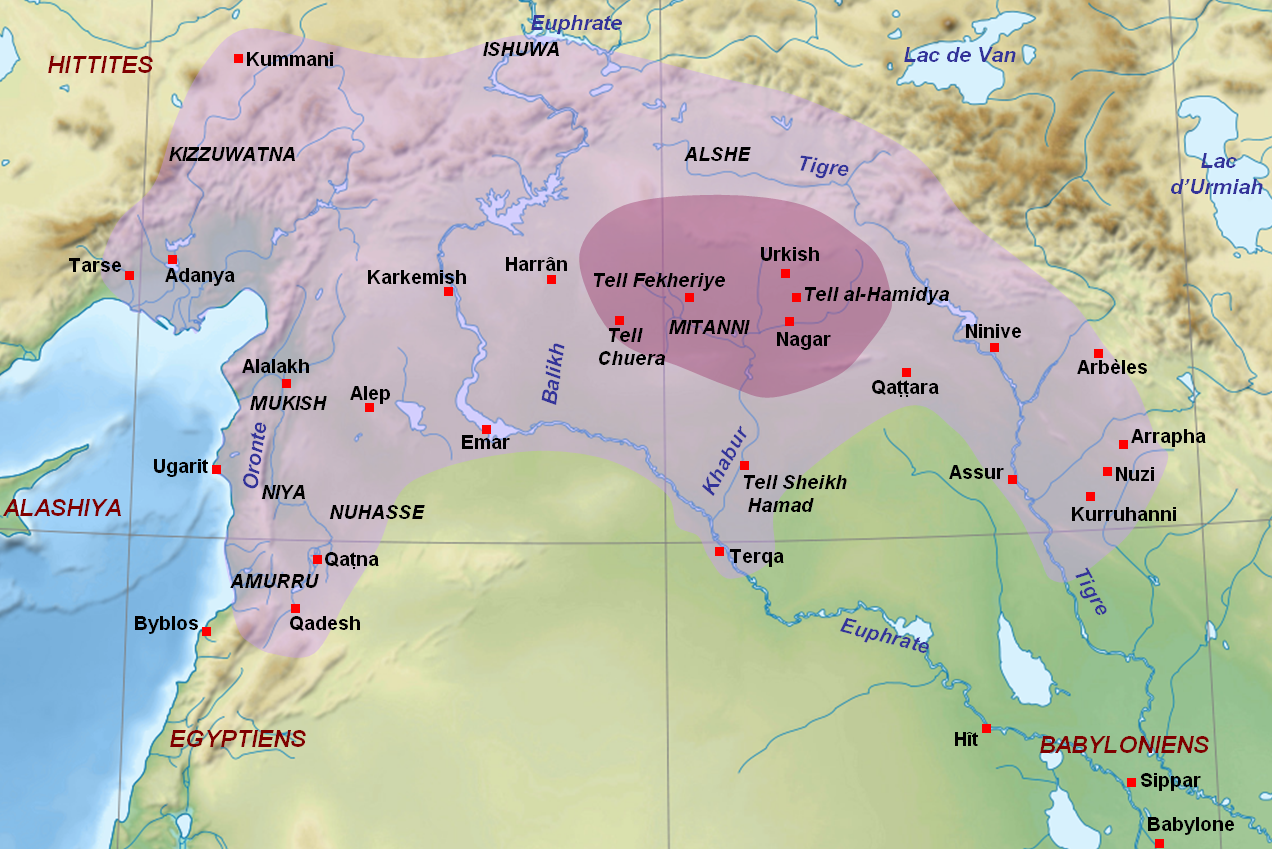
ミタンニ王国の地図。この範囲は、パルシャタタールの治世の間に到達したと思われる。

パルシャタタール（Parshatatar、Paršatar 、Barattarna、Parattarna）は、古代メソポタミア、ミタンニの王。

## 略歴
パルシャタタールは紀元前15世紀のミタンニの王。パルシャタタールの記録は非常に少なくミタンニ王国、特にその初期の歴史や王についての情報は、州外の記録から得たものである。王の年代は、ミタンニや他の国家、特に古代エジプトの年表と比較して、その数字を逆算することで推論できる。アララハ（アレッポの首都）のイドリミの伝記にある記述によると、パルシャタタールはこの地域を征服、臣下としたイドリミはアレッポの王となった。
ミタンニはパルシャタタールの治世中に、おそらく東のアーラパ、南のテルカ、西のキズワトナまで拡大していたと思われる。パルシャタタールは、エジプトのファラオ・トトメス1世の治世初期（紀元前1493年頃）にユーフラテス川で出会ったミタンニの王である可能性がある。パルシャタタールの死についての情報は、おそらく紀元前1420年頃のパルシャタタール王の死の記録にあるヌジの記録に記載されている。